# Marianne Aeschbacher
Pour les articles homonymes, voir Aeschbacher.
Marianne Aeschbacher, née le 10 décembre 1970 à Toulouse, est une nageuse synchronisée française.

## Biographie
Marianne Aeschbacher est championne d'Europe junior en équipe et en duo avec Anne Capron aux Championnats d'Europe de natation en 1986.
Elle remporte la médaille d'or par équipe aux Championnats d'Europe de natation 1987 et la médaille d'or par équipe et en duo avec Karine Schuler aux Championnats d'Europe de natation 1989. Elle est médaillée d'argent en solo et par équipe aux Championnats d'Europe de natation 1993 et  1995, et médaillée d'argent en duo avec Céline Lévêque en 1993 et avec Myriam Lignot en 1995.
Elle est aussi cinquième en duo  avec Anne Capron aux Jeux olympiques d'été de 1992 et cinquième par équipe aux Jeux olympiques d'été de 1996. Elle remporte la médaille de bronze en solo ainsi qu'en duo avec Myriam Lignot aux Goodwill Games de 1994 de Saint-Pétersbourg.
Elle crée Nahïad en 2016, une marque de maillots de bain et accessoires destinée à la natation synchronisée qui propose des maillots de bain d'entraînement, des bonnets de bain, des serviettes, du textile et des accessoires pour femme et fille.